# Hyophila assimilis
Hyophila assimilis är en bladmossart som beskrevs av Brotherus 1895. Hyophila assimilis ingår i släktet Hyophila och familjen Pottiaceae. Inga underarter finns listade i Catalogue of Life.